# Information sensible
Pour les articles homonymes, voir Sensible.

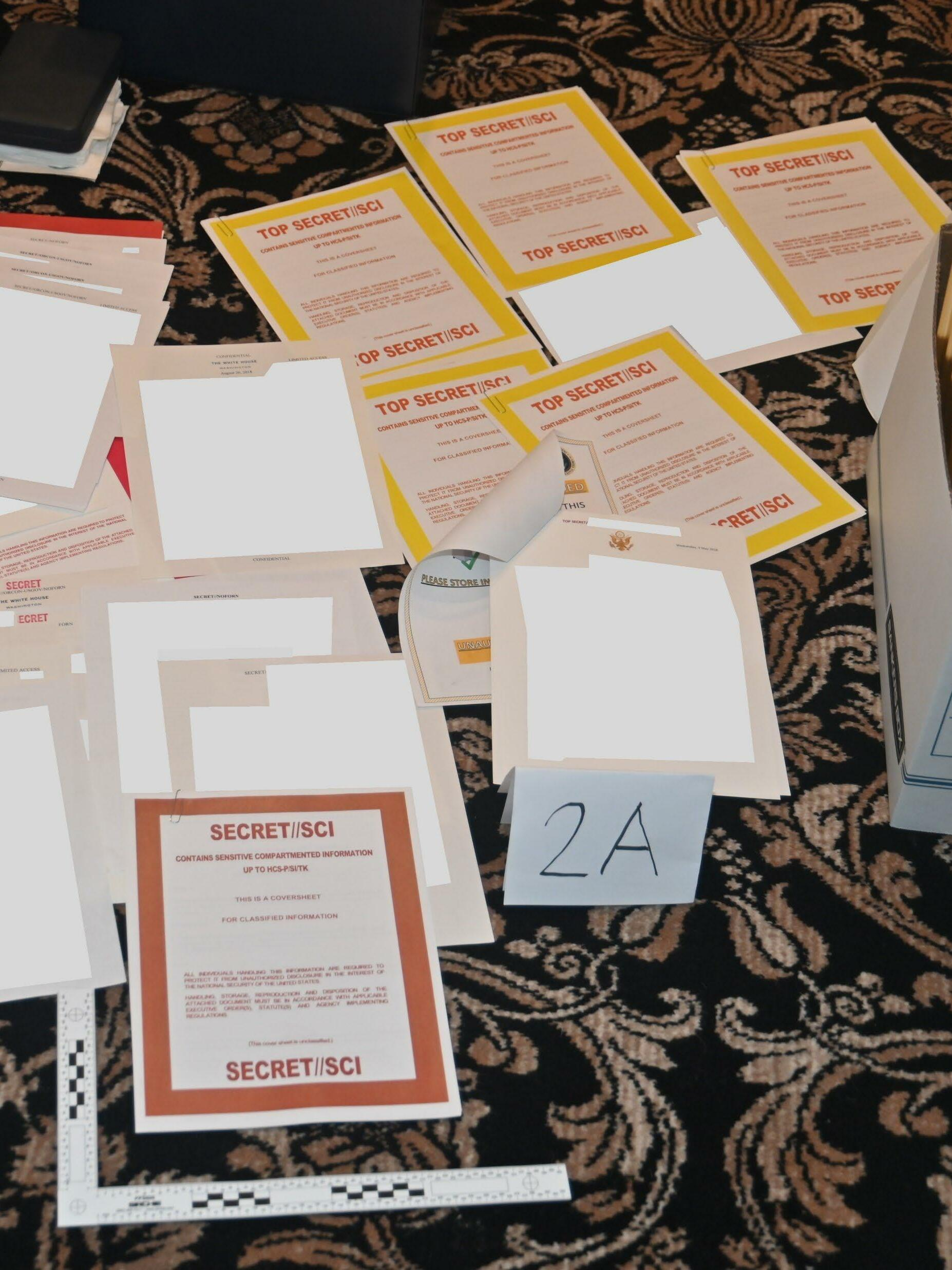
Documents classifiés illégalement conservés et retrouvés lors d'une enquête du FBI dans la résidence privée de Donald Trump à Mar-a-Lago.

Une information sensible est une information stratégique ou confidentielle, ou une connaissance qui, si elle est révélée au public, nuirait aux entités qu'elle concerne ou dont la divulgation ou l’exploitation pourrait entraîner un avantage économique indu ou compromettre l’intégrité des marchés financiers. Elle est un vecteur de « corruption privée », dès qu’elle est monnayée ou utilisée à des fins illicites.
La perte, l'utilisation à mauvais escient, la modification ou l'accès non autorisé à une information dite sensible ou privilégiée peut affecter défavorablement la vie privée d'un individu, un échange commercial (ex. : délit d'initié), ou même la sécurité d'une nation (espionnage). L'impact est relatif au niveau, à la sensibilité et à la nature de l'information. L'intelligence artificielle peut contribuer à acquérir et exploiter dans le big data une grande quantité d'information (éventuellement chiffrée), qui agrégée, interprétée, voire désanonymisée peut devient l'équivalent d'une information sensible.

## Grands types d’informations sensibles
Les informations sensibles désignent des données dont la divulgation non autorisée peut porter atteinte à la vie privée, à la sécurité ou aux intérêts économiques d’une personne ou d’une organisation. Elles sont classées en plusieurs grandes catégories selon leur nature et leur niveau de risque :
- Informations personnelles identifiables (IPI ou PII) : nom, adresse, numéro de téléphone, numéro de sécurité sociale, identifiants numériques, données biométriques, etc.
- Données financières : numéros de compte bancaire, cartes de crédit, historiques de transactions, revenus, déclarations fiscales, investissements.
- Informations de santé : dossiers médicaux, résultats d’examens, données d’assurance maladie, antécédents familiaux, habitudes de vie.
- Données professionnelles ou organisationnelles : secrets commerciaux, plans stratégiques, contrats, informations sur les clients ou les employés, données de recherche non publiées.
- Informations gouvernementales ou classifiées : documents à diffusion restreinte, données de sécurité nationale, informations diplomatiques ou militaires.
- Données à haut risque : toute information dont la fuite pourrait entraîner une usurpation d’identité, une fraude, une atteinte à la réputation ou une faille de sécurité.

La sensibilité d’une donnée dépend de son contenu, de son contexte d’usage et de son impact potentiel en cas de compromission. Elle est souvent évaluée selon la triade confidentialité – intégrité – disponibilité (modèle CIA).
Sources secondaires :
- [Guide complet des types d’informations sensibles – Sealpath](https://www.sealpath.com/fr/blog/guide-des-types-dinformations-sensibles/)

## Informations sensibles et corruption
Partout dans le monde des réseaux criminels cherchent à obtenir ces informations en corrompant des individus exposés (on parle alors de corruption privée, tels que :
- des collaborateurs de sociétés cotées (services financiers, communication, fusion-acquisition) ;
- des avocats, banquiers d’affaires, informaticiens ou prestataires techniques ;
- des personnes en charge du traitement ou de la sécurisation de ces données.

En France, en juillet 2025, un appel conjoint publié par l’Agence française anticorruption (AFA) et l’Autorité des marchés financiers (AMF) alerte sur le risque croissant de corruption privée par des réseaux criminels ciblant des personnes ayant accès à des informations sensibles (concernant par exemple des données financières confidentielles, des projets d’acquisition, des résultats non publiés ou toute information susceptible d’influencer les marchés. L’AFA et l’AMF recommandent aux entreprises :
- d’identifier les personnes exposées à ces informations ;
- d’intégrer ce risque dans leur cartographie anticorruption ;
- de renforcer les formations, les dispositifs d’alerte et les politiques internes (cadeaux, invitations, confidentialité).

Ce type de corruption, discret et sophistiqué, menace la confiance des investisseurs et l’équité des marchés. Il appelle une vigilance renforcée et une mobilisation collective des acteurs économiques.